# Criza din Timorul de Est din 1999

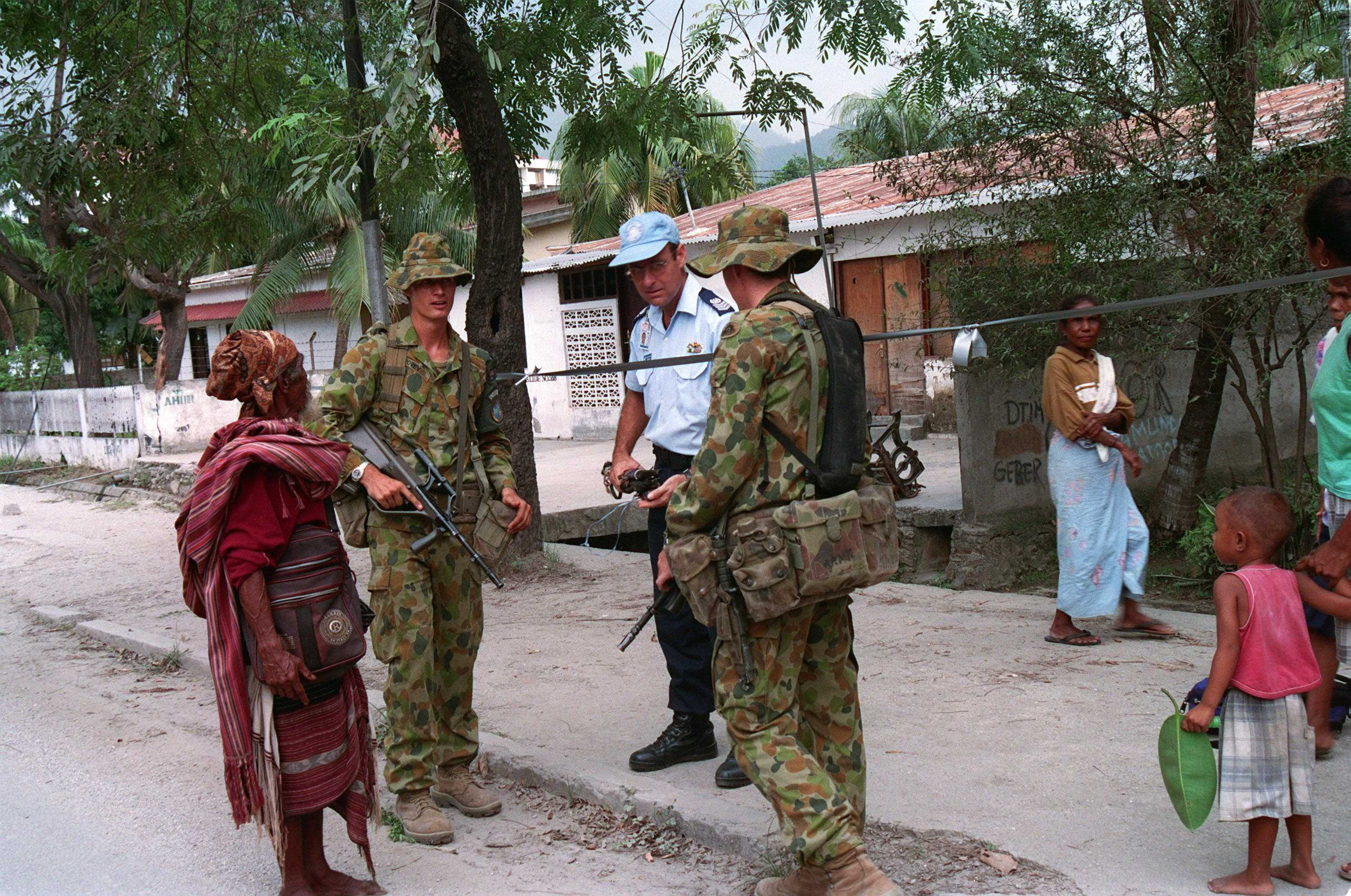
USS Blue Ridge, 12 februarie 2000, Dili, Timorul de Est -- Membri australieni ai Forțelor Internaționale din Timorul de Est (INTERFET), vorbesc cu un cetățean din Dili, Timorul de Est.

Criza din Timorul de Est din 1999 a început cu atacuri ale militanților antiindependență asupra civililor, și a continuat cu generalizarea violențelor în toată țara, mai ales în capitala Dili. Violențele au izbucnit după ce majoritatea cetățenilor cu drept de vot din Timorul de Est au votat pentru independența față de Indonezia. Aproximativ 1.400 de civili au murit. O forță a Națiunilor Unite constând mai ales din personal militar australian a fost desfășurată în Timorul de Est pentru stabilirea și menținerea păcii.

## Detalii

### Referendumul
În 1999, guvernul indonezian a decis, în urma puternicelor presiuni internaționale, să organizeze un referendum asupra viitorului Timorului de Est. Portugalia începuse să câștige aliați politici pentru presiunile asupra Indoneziei, la început în cadrul UE, și apoi în toată lumea. Referendumul s-a desfășurat la 30 august, și 78,5% din alegători s-au pronunțat în favoarea independenței, respingând oferta alternativă de a organiza statul ca o provincie autonomă în cadrul Indoneziei, Regiunea Autonomă Specială a Timorului de Est (SARET). 

### Violențele
Imediat după aceasta, milițiile est-timoreze unioniste susținute de armata indoneziană, împreună cu soldați indonezieni au declanșat o campanie de violențe și terorism. Aproximativ 1.400 de timorezi au fost uciși și 300.000 s-au refugiat în Timorul de Vest. Majoritatea infrastructurii țării, inclusiv casele, sistemele de irigații, sistemele de aprovizionare electrică, și școlile, și aproape întreaga rețea de electricitate a țării au fost distruse. Conform lui Noam Chomsky, „Într-o singură lună, această operațiune militară masivă a dus la moartea a aproximativ 2.000 de oameni, sute de violuri comise asupra femeilor și fetelor, dislocarea a trei sferturi din populație, și demolarea a 75% din infrastructura țării”

### InterFET
La 20 septembrie 1999, trupele de menținere a păcii preponderent australiene au fost desfășurate în țară și au oprit violențele. Activiști din Portugalia, Australia, Statele Unite, și din alte țări au pus presiune pe guvernele lor să ia atitudine, iar Președintele SUA Bill Clinton a amenințat Indonezia, care deja avea probleme economice, cu retragerea împrumuturilor FMI. Guvernul indonezian a acceptat să-și retragă trupele și să permită forței multinaționale din Timor să stabilizeze regiunea. A devenit clar că ONU nu avea suficiente resurse pentru a se confrunta direct cu forțele paramilitare. În schimb, ONU a autorizat înființarea unei forțe militare multinaționale cunoscută sub numele de INTERFET (International Force for East Timor), în urma rezoluției nr. 1264 a Consiliului de Securitate. Trupele au fost formate din militari din 17 țări, aproximativ 9.900 în total. 4.400 au provenit din Australia, iar restul din alte țări din Asia de Sud-Est. Forța a fost condusă de general-maior Peter Cosgrove. Trupele au pătruns în Timorul de Est la 20 septembrie 1999.